# IEM-1460
IEM-1460 — потенціал-залежний блокатор іонного каналу АМРА-рецептора; за механізмом дії є безконкурентним антагоністом. Демонструє різний ступінь селективності для різних підтипів рецептора: з кальцій-проникними АМРА-рецепторами (такими, в складі яких немає субодиниці GluR2) зв'язується набагато активніше, ніж з тими, де субодниця GluR2 наявна; ІС50 = 2.6 та 1102 μМ відповідно. Також здатний деякою мірою блокувати іонні токи, генеровані NMDA-рецепторами. В дослідах in vivo демонструє антиконвульсантну активність. При природних мембранних потенціалах нейрона (від −40 до −80 mV) зв'язується з рецепторами, ніж споріднена речовина із схожим набором функцій IEM-1754.